# 1998年の日本プロ野球
1998年の日本プロ野球（1998ねんのにほんぷろやきゅう）では、1998年の日本プロ野球（NPB）における動向をまとめる。

## できごと

### 1月
- 1月12日
  - 読売ジャイアンツの木田優夫とオリックス・ブルーウェーブの野村貴仁の交換トレードを両球団が発表[1]（後日、背番号は木田が20に[2]、野村が95に決定[3]）。
  - 千葉ロッテマリーンズがミルウォーキー・ブルワーズのフリオ・フランコの復帰とニューヨーク・メッツのジョー・クロフォード、シアトル・マリナーズのマーク・ホルツマーの獲得を発表[4]。
- 1月16日
  - 中日ドラゴンズがデトロイト・タイガースのケビン・ジャービスと入団交渉し、契約金3900万円、年俸7800万円（金額は推定）で合意したと発表。背番号は12[5]。
- 1月17日
  - 日本プロ野球OBクラブは総会を開き、大沢啓二会長に代わって、広岡達朗が新会長に選出された[6]。
- 1月29日
  - 野球体育博物館は、1998年度の野球殿堂表彰者を発表。特別表彰では中尾碩志と井口新次郎が選出。競技者表彰では11年ぶりに該当者なしとなった[7]。

### 2月
- 2月26日
  - 巨人がテストを受けていた前日本ハムの金石昭人の合格を発表[8]。
- 2月27日
  - 巨人が入団テストに合格した前日本ハムの金石昭人と正式契約を結んだと発表。背番号は19[9]。

### 4月
- 4月3日
  - プロ野球セントラル・リーグの公式戦が開幕[10]。
- 4月4日
  - プロ野球パシフィック・リーグの公式戦が開幕[11]。
- 4月5日
  - 日本ハムファイターズの城石憲之とヤクルトの野口寿浩のトレードが成立[12]。
  - 日本ハムの監督の上田利治が西武ドームでの対西武ライオンズ2回戦に4-5で敗れ、監督通算1000敗を記録[13]。
- 4月22日
  - ヤクルトは明治神宮野球場での対中日5回戦の1回裏、2番・真中満から4四球を挟み6番・池山隆寛までプロ野球新記録の10連続安打。またプロ野球タイ記録の1イニング13得点[14]。

### 5月
- 5月3日
  - パ・リーグは西武、福岡ダイエーホークスが勝ったためそれぞれ勝ち越し1となり、リーグ内で6球団中5球団が勝ち越し、最下位のオリックスだけが11の負け越し。1980年9月30日に南海以外のチームが勝ち越して以来[15]。
- 5月4日
  - 日本ハムの片岡篤史がグリーンスタジアム神戸での対オリックス6回戦で、パ・リーグタイ記録の1試合5四球[16]。
- 5月5日
  - 巨人の槙原寛己が東京ドームでの対横浜ベイスターズ4回戦に先発して今季1勝目を挙げ、通算150勝を達成[17]。
- 5月16日
  - 広島東洋カープの大野豊が広島市民球場での対阪神タイガース6回戦に先発し、プロ通算700試合登板を達成[18]。
- 5月21日
  - 巨人の大森剛と近鉄バファローズの背尾伊洋・南真一郎の交換トレードが成立したと巨人、近鉄両球団が発表[19]。
- 5月23日
  - 巨人の清原和博が東京ドームでの対広島5回戦の三回裏に6号3点本塁打を打ち、通算1500安打を達成[20]。
  - 阪神の和田豊が甲子園球場での対横浜7回戦の四回裏に投手強襲安打を打ち、通算1500安打を達成[20]。
- 5月25日
  - 近鉄は球団社長の筑間啓亘が辞任し、6月1日付けで近鉄本社専務の藤井賢三が就任すると発表[21]。
- 5月26日
  - 阪神の川尻哲郎が倉敷マスカットスタジアムでの対中日9回戦に先発し、ノーヒットノーランを達成[22]。
  - ロッテの堀幸一が千葉マリンスタジアムでの対西武9回戦に8番・二塁で先発出場し四回裏に3号本塁打を打ち、プロ野球史上4人目の全打順での本塁打を達成[23]。
  - 阪神はダイエーから吉田豊彦を金銭トレードで獲得したと発表[24]。
- 5月27日
  - ダイエーの秋山幸二が福岡ドームでの対オリックス9回戦の9回裏に二塁打を放ち、通算300二塁打を達成。史上34人目[25]。
- 5月29日
  - 近鉄は中日から市原圭を金銭トレードで獲得したと発表[26]。
- 5月31日
  - 西武の佐々木誠がグリーンスタジアム神戸での対オリックス7回戦に出場し、通算1500試合出場を達成[27]。

### 6月
- 6月2日
  - ヤクルトの古田敦也がナゴヤドームでの対中日9回戦に出場し、プロ通算1000試合出場を達成[28]。
- 6月3日
  - 広島の江藤智が甲子園球場での対阪神8回戦の7回表に7号2点本塁打を打ち、プロ通算200本塁打を達成[29]。
- 6月6日
  - ヤクルトの辻発彦が岩手県営野球場での対広島10回戦に先発出場し、プロ通算1500試合出場を達成。史上122人目[30]。
- 6月12日
  - ロッテの初芝清が千葉マリンスタジアムでの対オリックス11回戦に出場し、通算1000試合出場を達成[31]。
- 6月16日
  - ダイエーの秋山幸二がグリーンスタジアム神戸での対オリックス11回戦の7回表に6号2点本塁打を打ち、通算400本塁打を達成[32]。
- 6月17日
  - 巨人の桑田真澄が東京ドームでの対中日13回戦に先発し、四回表に山崎武司から三振を奪い、通算1500奪三振を達成。9回を完投しプロ通算2000投球回を達成[33]。
  - 広島の正田耕三が神宮球場での対ヤクルト13回戦に出場し、プロ通算1500試合出場を達成[34]。
- 6月18日
  - 日本ハムの落合博満が西武ドームでの対西武12回戦に先発出場し、セ・パ両リーグで1000試合出場を達成。史上2人目[35]。
- 6月23日
  - ヤクルトがライル・ムートンを解雇したと発表[36]。
- 6月25日
  - プロ野球コミッショナー事務局は、1970年に黒い霧事件で永久追放処分を受けた池永正明の名誉回復を求める署名運動の実行委員会に対し「当時の裁決を再審することはできない」と文書で回答[37]。
- 6月27日
  - ロッテは台湾プロ野球の和信のブライアン・ウォーレンを獲得したと発表[38]。
- 6月30日
  - 横浜の佐々木主浩が横浜スタジアムでの対広島14回戦の九回表から登板して23セーブ目を挙げ、1994年に近鉄の赤堀元之が記録した21試合連続セーブポイントの記録を更新する22となる[39]。

### 7月
- 7月1日
  - 広島の町田公二郎が横浜スタジアムでの対横浜16回戦の7回表にティモ・ペレスの代打として登場し、関口伊織から1号満塁本塁打を打ち、元近鉄の佐藤竹秀の記録と並ぶ最多タイの通算3本目の代打満塁本塁打となる[40]。
- 7月4日
  - ロッテ対ダイエー11回戦が千葉マリンスタジアムで行われ、ロッテは延長11回7-10で敗れ、パ・リーグタイ記録の15連敗となる[41]。
  - 阪神の坪井智哉が広島市民球場での対広島12回戦の一回表の第一打席で広島先発・紀藤真琴から1号ランニング本塁打を打ち、プロ野球史上5人目の先頭打者ランニング本塁打となる[42]。
- 7月5日
  - 広島の佐々岡真司が広島市民球場での対阪神13回戦に先発し、七回表に新庄剛志からこの試合7個目の三振を奪い、プロ通算1000奪三振を達成[43]。
- 7月7日
  - オリックス対ロッテ13回戦がグリーンスタジアム神戸で行われ、ロッテがオリックスに延長12回3-7で敗れ、プロ野球新記録となる17連敗となる[44]。オリックスの広永益隆が延長十二回裏無死満塁の場面で藤本博史の代打として登場し近藤芳久から1号サヨナラ満塁本塁打を打ち、通算11人目の代打サヨナラ満塁本塁打となる[45]。
  - 横浜の佐々木主浩が大阪ドームでの対阪神戦の九回裏に登板し、2失点を喫して敗戦投手となり、連続セーブポイント、連続セーブの記録が共に22で途絶える[46]。
- 7月9日
  - オリックス対ロッテ15回戦がグリーンスタジアム神戸で行われ、ロッテがオリックスに9-6で勝利し、連敗を18で止める[47]。ロッテはこの試合で三回から七回まで5連続併殺打。ロッテの立川隆史がプロ野球タイ記録となる1試合3併殺打を記録。
- 7月12日
  - 横浜対中日12回戦が帯広で行われ、日没のため延長12回9-9の引き分けとなる[48]。
- 7月25日
  - 阪神の新庄剛志が甲子園球場での対横浜17回戦の二回裏に野村弘樹から3号本塁打を打ち、プロ通算100本塁打を達成[49]。
- 7月27日
  - ヤクルトの池山隆寛が神宮球場での対広島19回戦に5番・三塁で先発出場し、プロ通算1500試合出場を達成[50]。
- 7月28日
  - 巨人の松井秀喜が神宮球場での対ヤクルト21回戦の八回表に22号本塁打を打ち、プロ通算150本塁打を達成[51]。
- 7月30日
  - 西武はオーナー代行の仁杉巌が高齢を理由に辞任し、後任に西武鉄道社長の戸田博之が就任したと発表[52]。
- 7月31日
  - 甲子園球場での阪神対巨人15回戦で巨人先発のバルビーノ・ガルベスは試合中に主審の橘高淳の判定に何度か苛立ちを見せ、六回裏、阪神の坪井智哉に本塁打を打たれた直後に主審の橘高に対し猛烈に抗議、巨人の監督の長嶋茂雄はここで投手交代を主審に次げベンチからマウンドに向かいガルベスを三塁ベンチに戻させるが、ガルベスが戻る途中でマウンド上に集まっていた審判団に向けてボールを投げつける。ボールは当たらなかったが、主審の橘高はこのガルベスの行動に対し侮辱行為として退場を宣告[53]。

### 8月
- 8月1日
  - 巨人は、7月31日の試合で審判に向けてボールを投げつけて退場処分を受けたバルビーノ・ガルベスに対し、無期限出場停止と米国への帰国を通告。また、セ・リーグ会長の高原須美子は、ガルベスを統一契約書に定められたプロ野球選手の「模範行為」に反するとして今季の出場停止処分を下したと発表[54]。
- 8月2日
  - 甲子園球場での阪神対巨人17回戦で、8回表に巨人の高橋由伸が阪神の吉田豊彦から死球を受け、巨人の打撃コーチの武上四郎がベンチから飛びだして阪神の捕手の矢野輝弘の胸を突き、武上は退場処分を受ける。八回裏、阪神の矢野が巨人の槙原寛己から死球を受け、阪神の三塁ベースコーチの大熊忠義が槙原に体当たりし、大熊は退場処分を受ける[55]。
- 8月3日
  - セ・リーグは2日の阪神対巨人17回戦で退場処分を受けた巨人の打撃コーチの武上四郎、阪神のコーチの大熊忠義の両者に対し出場停止3試合と罰金30万円の処分を下したと発表[56]。
  - 巨人と阪神は連名で、8月2日の試合での2度の乱闘騒ぎに対しファンに向けて謝罪の声明を発表[57]。
- 8月5日
  - 横浜の佐々木主浩が横浜スタジアムでの対阪神20回戦に9回表から救援登板して今季29セーブ目を挙げ、プロ野球新記録となる通算193セーブを挙げる[58]。
- 8月9日
  - 福山市民球場での広島対横浜22回戦は延長15回、試合時間が6時間13分、試合終了時刻が10日0時15分、プロ野球史上3番目の長時間試合となる。試合は6-6の同点の延長15回表に横浜が8点取り横浜が14-6で勝利[59]。
- 8月11日
  - 阪神はアロンゾ・パウエルの退団を発表。パウエルは9日に監督の吉田義男から二軍落ちを宣告され、11日には球団から来季は戦力外と通告されたため、この日甲子園球場の球団事務所で球団社長の三好一彦と話し合い、退団が決定[60]。
- 8月14日
  - 阪神は東京ドームでの対巨人18回戦に3-9で敗れ、球団ワーストタイ記録の10連敗[61]。
- 8月15日
  - 東京ドームで巨人対阪神19回戦が行われ、阪神は巨人に4-5でサヨナラ負けし、球団ワースト新記録の11連敗[62]。巨人の川相昌弘が七回裏一死一塁の場面で犠打を決め、プロ野球新記録となる通算452犠打を達成[63]。
- 8月18日
  - 阪神は倉敷での対広島17回戦に3-2で勝利し、連敗を12で止める[64]。
- 8月19日
  - 中日の立浪和義が神宮球場での対ヤクルト19回戦の3回表に7号本塁打を打ち、通算100本塁打を達成[65]。
- 8月25日
  - 横浜の谷繁元信が甲子園球場での対阪神22回戦に出場し、通算1000試合出場を達成[66]。
- 8月27日
  - 広島は神宮球場での対ヤクルト24回戦で3-6で敗れ、広島はこの試合が神宮球場で最後の試合で今季は神宮で14戦全敗で終了した[67]。
  - オリックスの小川博文が福岡ドームでの対ダイエー24回戦の9回表に安打を打ち、通算1000安打を達成[68]。
- 8月28日
  - 広島の前田智徳が横浜スタジアムでの対横浜23回戦の7回表に二塁打を打ち、通算1000安打を達成[69]。

### 9月
- 9月3日
  - 広島の正田耕三内野手兼守備走塁コーチが今季限りでの現役引退を表明[70]。
- 9月4日
  - 横浜の佐々木主浩がナゴヤドームでの対中日18回戦の十回裏二死一、三塁の場面で登板し今季35セーブ目をあげ、プロ通算200セーブを達成[71]。
- 9月9日
  - ダイエーの工藤公康が千葉マリンスタジアムでの対ロッテ23回戦に先発し7回1/3、3失点で6勝目を挙げ、プロ通算150勝を達成[72]。
- 9月12日
  - 巨人の監督の長嶋茂雄が東京・大手町の読売新聞本社にてオーナーの渡辺恒雄と会談。今季で3年契約が切れるため去就について話し合い、来季も続投することが決定[73]。
- 9月13日
  - 広島の前田智徳が広島市民球場での対ヤクルト27回戦で3安打を打ち、セ・リーグ新記録を更新する23度目の猛打賞[74]。
- 9月19日
  - 横浜の佐々木主浩が神宮球場での対ヤクルト20回戦の八回裏から登板し今季39セーブ目を挙げ、年間最多セーブのプロ野球記録を更新[75]。
  - 巨人がマリアーノ・ダンカンの解雇を発表[76]。
- 9月20日
  - ロッテの初芝清が千葉マリンスタジアムでの対西武24回戦の1回裏に22号2点本塁打を打ち、プロ通算1000安打を達成。
  - オリックスの藤井康雄が大阪ドームでの対近鉄26回戦の1回裏に二塁打を打ち、プロ通算1000安打を達成。
- 9月21日
  - ヤクルトの球団社長の田口周は監督の野村克也が20日の対横浜21回戦の試合終了後に球団に対し今季限りでの辞任を申し出たことを明らかにした[77]。
- 9月23日
  - 日本ハムの広瀬哲朗が今季限りでの現役引退を表明[78]。
- 9月26日
  - オリックスの佐藤義則がグリーンスタジアム神戸での対ダイエー26回戦の9回表二死から登板し、プロ通算500試合登板を達成[79]。
  - 巨人の川口和久と緒方耕一が今季限りでの引退を表明[80]。
- 9月27日
  - 巨人の吉村禎章が今季限りでの現役引退を表明[81]。
- 9月28日
  - ロッテの堀幸一が千葉マリンスタジアムでの対日本ハム24回戦の7回裏に二塁打を打ち、プロ通算1000安打を達成[82]。

### 10月
- 10月1日
  - 巨人は金石昭人が今季限りで現役引退すると発表[83]。
- 10月7日
  - 西武ドームでの西武対近鉄ダブルヘッダー第2試合の27回戦で西武が5-2で勝ち、2年連続のリーグ優勝達成[84]。
- 10月8日
  - 横浜が甲子園球場での対阪神27回戦に4-3で勝ち、大洋ホエールズ時代の1960年以来38年ぶり2度目のセ・リーグ優勝達成[85]。
  - ロッテは監督の近藤昭仁が今季限りで辞任すると発表[86]。
  - 西武の渡辺智男が今季限りでの現役引退を表明[87]。
- 10月9日
  - ヤクルトの飯田哲也が神宮球場での対阪神27回戦の7回裏に右中間への二塁打を打ち、プロ通算1000安打を達成[88]。
- 10月13日
  - ヤクルトは新橋のヤクルト本社にて記者会見し、打撃コーチの若松勉が監督に就任すると正式に発表[89]。
  - 西武は広島から富岡久貴を金銭トレードで獲得したと発表[90]。
- 10月14日
  - 巨人は原辰徳が一軍野手総合コーチに、水野雄仁が一軍投手コーチに就任したと発表[91]。
  - 広島は広島市内のホテルにて記者会見し、達川光男が新監督に就任したと正式に発表[92]。
  - 日本ハムの落合博満が都内の球団事務所にて記者会見し、現役引退を正式に発表[93]。
- 10月15日
  - ヤクルトの渡辺久信と伊東昭光が引退の申し入れを球団から了承される[94]。
- 10月16日
  - 近鉄は中島輝士の現役引退と二軍打撃コーチの就任を発表[95]。
- 10月25日
  - 阪神の新監督に前ヤクルト監督の野村克也が就任。
- 10月26日
  - 日本シリーズ第6戦が横浜スタジアムで行われ、横浜が西武に2-1で勝利し、4勝2敗で横浜が38年ぶり2度目の日本一達成[96]。
- 10月27日
  - 正力松太郎賞の選考が都内のホテルで行われ、横浜の佐々木主浩を選出[97]。
- 10月28日
  - プロ野球の最優秀選手、最優秀新人を決める担当記者の投票の開票が行われ、最優秀選手はセ・リーグが横浜の佐々木主浩、パ・リーグは松井稼頭央、最優秀新人にセ・リーグは中日の川上憲伸、パ・リーグは西武の小関竜也が選出される[98]。
- 10月30日
  - 中日は日本ハムから島崎毅を金銭トレードで獲得したと発表[99]。

### 11月
- 11月4日
  - 中日は山田久志の一軍投手コーチ就任を発表[100]。
- 11月7日
  - 阪神は西武から佐々木誠を金銭トレードで獲得したと発表[101]。
- 11月9日
  - ヤクルトはデュウェイン・ホージーとエリック・アンソニーを自由契約にした[102]。
- 11月17日
  - 近鉄は常務取締役編成部長の岡本伊三美が専務取締役球団代表に就任すると発表[103]。
- 11月20日
  - ドラフト会議が10時半から新高輪プリンスホテルにて行われ、注目の横浜高校の松坂大輔は競合の末、西武ライオンズが交渉権を獲得[104]。
- 11月24日
  - オリックスの高橋智とヤクルトの松元秀一郎の交換トレードが成立したとオリックス、ヤクルト両球団が正式に発表[105]。
- 11月27日
  - オリックスの球団編成部長の三輪田勝利が13時15分頃、沖縄県那覇市のマンションの上階11階から転落し一階のひさし部分に転落、救急車で病院に搬送されたが約1時間後に死亡。那覇署は遺書は見つかっていないものの自殺と推定[106]。
  - 西武の山田潤と広島の高山健一の交換トレードが成立したと西武、広島両球団が正式に発表[107]。

### 12月
- 12月2日 - ダイエーからFAを行使した武田一浩が中日へ移籍。

## 競技結果

### セントラル・リーグ
| 順位 | 球団               | 勝 | 敗 | 分 | 勝率 | 差   |
| 1位  | 横浜ベイスターズ   | 79 | 56 | 1  | .585 | 優勝 |
| 2位  | 中日ドラゴンズ     | 75 | 60 | 1  | .556 | 4.0  |
| 3位  | 読売ジャイアンツ   | 73 | 62 | 0  | .541 | 6.0  |
| 4位  | ヤクルトスワローズ | 66 | 69 | 0  | .489 | 13.0 |
| 5位  | 広島東洋カープ     | 60 | 75 | 0  | .444 | 19.0 |
| 6位  | 阪神タイガース     | 52 | 83 | 0  | .385 | 27.0 |

### パシフィック・リーグ
| 順位 | 球団                       | 勝 | 敗 | 分 | 勝率 | 差   |
| 1位  | 西武ライオンズ             | 70 | 61 | 4  | .534 | 優勝 |
| 2位  | 日本ハムファイターズ       | 67 | 65 | 3  | .508 | 3.5  |
| 3位  | オリックス・ブルーウェーブ | 66 | 66 | 3  | .500 | 4.5  |
| 3位  | 福岡ダイエーホークス       | 67 | 67 | 1  | .500 | 4.5  |
| 5位  | 近鉄バファローズ           | 66 | 67 | 2  | .496 | 5.0  |
| 6位  | 千葉ロッテマリーンズ       | 61 | 71 | 3  | .462 | 9.5  |

### 日本シリーズ
| 日付                                    | 試合   | ビジター球団（先攻） | スコア   | ホーム球団（後攻） | 開催球場       |
| --------------------------------------- | ------ | -------------------- | -------- | ------------------ | -------------- |
| 10月17日（土）                          | 第1戦  | 雨天中止             | 雨天中止 | 雨天中止           | 横浜スタジアム |
| 10月18日（日）                          | 第1戦  | 西武ライオンズ       | 4 - 9    | 横浜ベイスターズ   | 横浜スタジアム |
| 10月19日（月）                          | 第2戦  | 西武ライオンズ       | 0 - 4    | 横浜ベイスターズ   | 横浜スタジアム |
| 10月20日（火）                          | 移動日 | 移動日               | 移動日   | 移動日             | 移動日         |
| 10月21日（水）                          | 第3戦  | 雨天中止             | 雨天中止 | 雨天中止           | 西武ドーム     |
| 10月22日（木）                          | 第3戦  | 横浜ベイスターズ     | 2 - 7    | 西武ライオンズ     | 西武ドーム     |
| 10月23日（金）                          | 第4戦  | 横浜ベイスターズ     | 2 - 4    | 西武ライオンズ     | 西武ドーム     |
| 10月24日（土）                          | 第5戦  | 横浜ベイスターズ     | 17 - 5   | 西武ライオンズ     | 西武ドーム     |
| 10月25日（日）                          | 移動日 | 移動日               | 移動日   | 移動日             | 移動日         |
| 10月26日（月）                          | 第6戦  | 西武ライオンズ       | 1 - 2    | 横浜ベイスターズ   | 横浜スタジアム |
| 優勝：横浜ベイスターズ（38年ぶり2回目） |        |                      |          |                    |                |

| 順位 | 球団               | 勝 | 敗 | 分 | 勝率 | 差   |
| 1位  | 横浜ベイスターズ   | 79 | 56 | 1  | .585 | 優勝 |
| 2位  | 中日ドラゴンズ     | 75 | 60 | 1  | .556 | 4.0  |
| 3位  | 読売ジャイアンツ   | 73 | 62 | 0  | .541 | 6.0  |
| 4位  | ヤクルトスワローズ | 66 | 69 | 0  | .489 | 13.0 |
| 5位  | 広島東洋カープ     | 60 | 75 | 0  | .444 | 19.0 |
| 6位  | 阪神タイガース     | 52 | 83 | 0  | .385 | 27.0 |

| 順位 | 球団                       | 勝 | 敗 | 分 | 勝率 | 差   |
| 1位  | 西武ライオンズ             | 70 | 61 | 4  | .534 | 優勝 |
| 2位  | 日本ハムファイターズ       | 67 | 65 | 3  | .508 | 3.5  |
| 3位  | オリックス・ブルーウェーブ | 66 | 66 | 3  | .500 | 4.5  |
| 3位  | 福岡ダイエーホークス       | 67 | 67 | 1  | .500 | 4.5  |
| 5位  | 近鉄バファローズ           | 66 | 67 | 2  | .496 | 5.0  |
| 6位  | 千葉ロッテマリーンズ       | 61 | 71 | 3  | .462 | 9.5  |

### 個人タイトル
|                | セントラル・リーグ | セントラル・リーグ | セントラル・リーグ | パシフィック・リーグ | パシフィック・リーグ | パシフィック・リーグ |
| タイトル       | 選手               | 球団               | 成績               | 選手                 | 球団                 | 成績                 |
| -------------- | ------------------ | ------------------ | ------------------ | -------------------- | -------------------- | -------------------- |
| 最優秀選手     | 佐々木主浩         | 横浜               |                    | 松井稼頭央           | 西武                 |                      |
| 最優秀新人     | 川上憲伸           | 中日               |                    | 小関竜也             | 西武                 |                      |
| 首位打者       | 鈴木尚典           | 横浜               | .337               | イチロー             | オリックス           | .358                 |
| 本塁打王       | 松井秀喜           | 巨人               | 34本               | N.ウィルソン         | 日本ハム             | 33本                 |
| 打点王         | 松井秀喜           | 巨人               | 100点              | N.ウィルソン         | 日本ハム             | 124点                |
| 最多安打       | 石井琢朗           | 横浜               | 174本              | イチロー             | オリックス           | 181本                |
| 盗塁王         | 石井琢朗           | 横浜               | 39個               | 松井稼頭央           | 西武                 | 43個                 |
| 盗塁王         | 石井琢朗           | 横浜               | 39個               | 小坂誠               | ロッテ               | 43個                 |
| 最高出塁率     | 松井秀喜           | 巨人               | .421               | 片岡篤史             | 日本ハム             | .435                 |
| 最優秀防御率   | 野口茂樹           | 中日               | 2.34               | 金村暁               | 日本ハム             | 2.73                 |
| 最多勝利       | 川崎憲次郎         | ヤクルト           | 17勝               | 西口文也             | 西武                 | 13勝                 |
| 最多勝利       | 川崎憲次郎         | ヤクルト           | 17勝               | 武田一浩             | ダイエー             | 13勝                 |
| 最多勝利       | 川崎憲次郎         | ヤクルト           | 17勝               | 黒木知宏             | ロッテ               | 13勝                 |
| 最多奪三振     | 石井一久           | ヤクルト           | 241個              | 西口文也             | 西武                 | 148個                |
| 最高勝率       | 桑田真澄           | 巨人               | .762               | 黒木知宏             | ロッテ               | .591                 |
| 最優秀救援投手 | 佐々木主浩         | 横浜               | 46SP               | 大塚晶文             | 近鉄                 | 38SP                 |

### ベストナイン
|          | セントラル・リーグ | セントラル・リーグ | パシフィック・リーグ | パシフィック・リーグ |
| 守備位置 | 選手               | 球団               | 選手                 | 球団                 |
| -------- | ------------------ | ------------------ | -------------------- | -------------------- |
| 投手     | 佐々木主浩         | 横浜               | 西口文也             | 西武                 |
| 捕手     | 谷繁元信           | 横浜               | 伊東勤               | 西武                 |
| 一塁手   | 駒田徳広           | 横浜               | P.クラーク           | 近鉄                 |
| 二塁手   | R.ローズ           | 横浜               | J.フランコ           | ロッテ               |
| 三塁手   | 江藤智             | 広島               | 片岡篤史             | 日本ハム             |
| 遊撃手   | 石井琢朗           | 横浜               | 松井稼頭央           | 西武                 |
| 外野手   | 松井秀喜           | 巨人               | イチロー             | オリックス           |
| 外野手   | 鈴木尚典           | 横浜               | 大村直之             | 近鉄                 |
| 外野手   | 前田智徳           | 広島               | 柴原洋               | ダイエー             |
| 指名打者 |                    |                    | N.ウィルソン         | 日本ハム             |

## 誕生
1998年の野球を参照

## 死去
1998年の野球を参照